# Transit (navigációs rendszer)

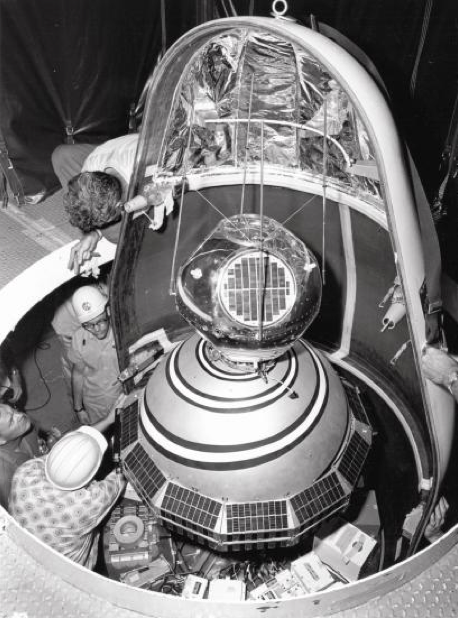
A Transit 2A műhold (alul) és a GRAB 1 rádioelektronikai felderítő műhold (felül) indítás előtti előkészítése

Transit (angolul: átvonulás), más néven NAVSAT vagy NNSS (Navy Navigation Satellite System),  Az Egyesült Államok Haditengerészetének katonai műholdas navigációs rendszere, amely a flotta hadihajóinak és tengeralattjáróinak földrajzi helymeghatározását biztosította.

## Jellemzők
Fejlesztése 1958-ban kezdődött.
A TRANSIT rendszerben a mérés alapelve az volt, hogy a vevő a földi pont és a műhold távolságának megváltozását határozta meg egy megadott időintervallumra a Doppler csúszások segítségével.
Alapvetően tengerészeti navigációs célokat szolgált, amelyhez a 100 m-es pontosság még megfelelő volt. A Transit rendszert geodéziai feladatokra is hasznosították. Ilyen esetben hosszú észlelési időre és utófeldolgozásra volt szükség, amivel az 1 méter körüli pontosság is elérhető volt.
A Transit rendszernek egyéb szolgáltatásai is voltak. Ez volt az első olyan rendszer, amely világméretű pontos időjelzést adott, ami 50 mikromásodperces pontossággal tette lehetővé a hozzá igazított órák szinkronizálását. Emellett a haditengerészeti felhasználók titkosított üzeneteket is küldhettek rajta keresztül. Az NNSS
navigációs műholdrendszert az 1990-es évek elejéig használták.

## Műholdak

### Transit–1
A Transit–1 kísérleti műhold indítása kudarccal végződött. Az 1959. szeptember 17-i indítás során a Thor-Able hordozórakéta hibája miatt a műhold az Atlanti-óceánba zuhant. A második startig több mint fél évet kellett várni.

### Transit–1B
Az első műhold 1960. április 13-án indult Cape Canaveralből a Thor-Able-Star hordozórakétával. Indításának időpontja a műholdas helymeghatározás létrejöttének napja. Forgásstabilizált mesterséges műhold. Az orbitális űreszközök pályája perigeuma 388 kilométer, az apogeuma 740 kilométer között változott. A programot 1962-től titkosították, 1976 december végéig legalább 20 darab került Föld körüli pályára. 1963-tól a rendszernek 3-4 darab, teljes kiépítése után 6 üzemelő műholdja volt, amelyek egy-egy kör alakú poláris pályán keringtek. A kieső, meghibásodott példányokat újakkal pótolták. 1967 óta polgári navigációs célokra is rendelkezésre bocsátották.
Jelzésük 1A,- 1B,- 2A,- 4A,- 5A volt. Alakjuk gömb, illetve henger, napelemekkel borítva, átmérőjük 0,51-1,09 méter közötti, tömegük 60-121 kilogramm között változott. Az 5A-tól kezdve új szériát fejlesztettek ki, amely négy napelemtáblája mellett még SNAP nukleáris radioizotóp-generátort is vitt magával, így az aktív élettartama 5-7 évre hosszabbodott. Helyzetmeghatározó képességük fokozatosan javult. Az első objektumokkal 200, 1990-re 20 méteres pontosságot lehetett elérni.

## Külső hivatkozások
- TRANSIT. agt.bme.hu. (Hozzáférés: 2012. augusztus 17.)